# Omalodes omega
Omalodes omega är en skalbaggsart som först beskrevs av Kirby 1818.  Omalodes omega ingår i släktet Omalodes och familjen stumpbaggar. Inga underarter finns listade i Catalogue of Life.